# 邱岗
邱岗（1913年—1988年），原名邱向汶，男，辽宁阜新人，中华人民共和国军事人物，中国人民解放军少将，曾任解放军报社副总编辑。